# Pachalik de Kefe
1568–1774
Entités précédentes :
- Principauté de Théodoros et Gazarie (République de Gênes)

Entités suivantes :
- Khanat de Crimée (Empire russe)

L'eyalet ou pachalik de Kefe (ایالت كفه,Eyālet-i Kefê en turc ottoman) est une province de l'Empire ottoman qui a existé de 1568 à 1774. Elle comprenait le sud de la péninsule de Crimée et plusieurs avant-postes sur le continent. Sa capitale était Kefe (ancienne Caffa, aujourd'hui Théodosie ou Feodossia).

## Histoire

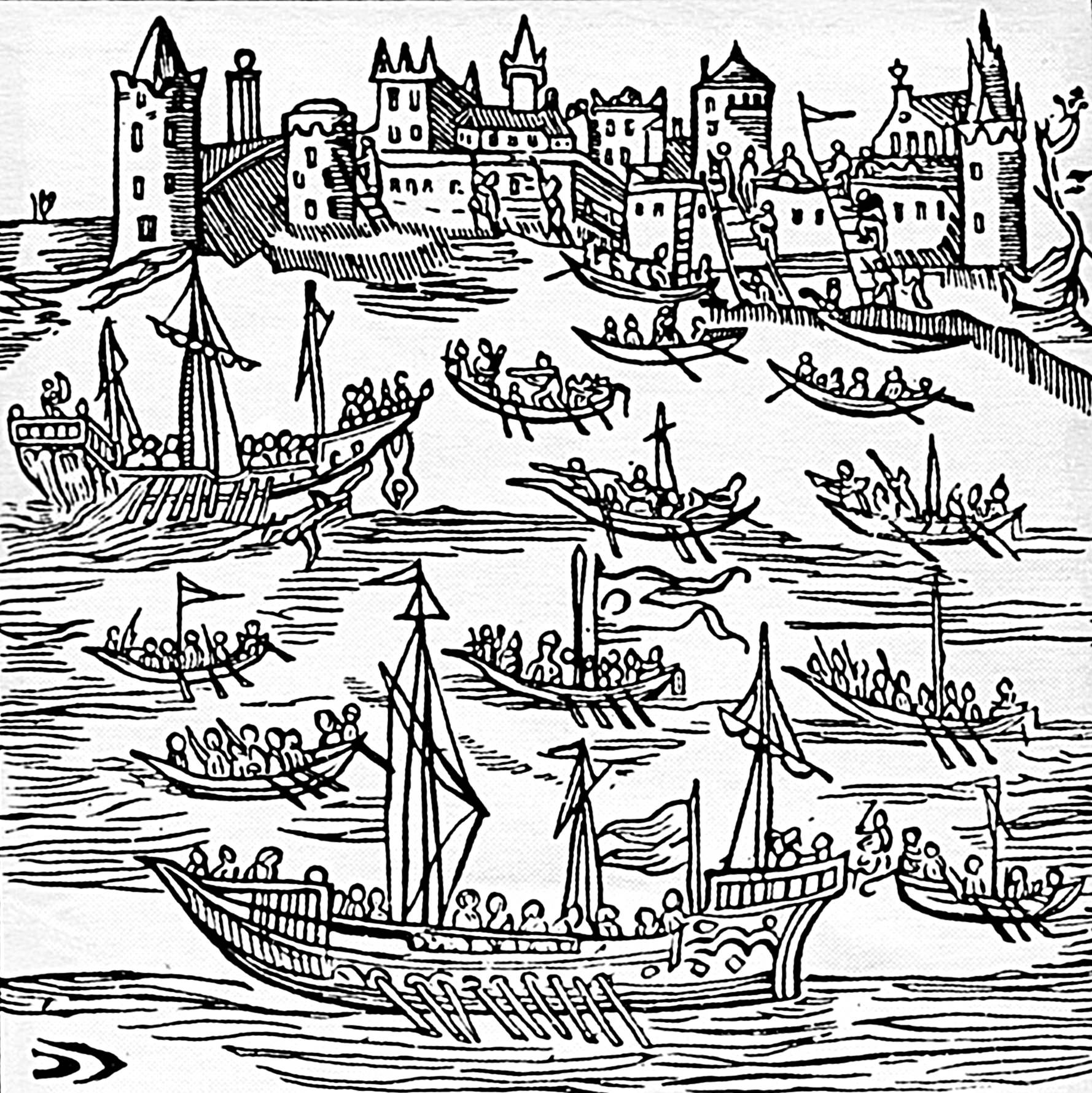
Prise de Kefe par les cosaques ukrainiens, gravure de 1622.

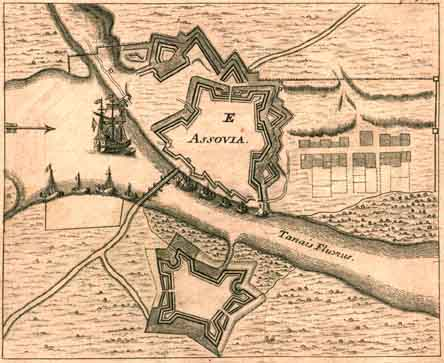
La forteresse d'Azaq au XVIIIe siècle.

Cette province est formée à partir de la principauté de Théodoros et de la « Gazarie » (groupe de colonies génoises de Crimée) annexées par l'Empire ottoman en 1475. Elle constitue d'abord un sandjak du pachalik de Roumélie avant d'être érigée en province distincte en 1568. Elle dépend directement de la « Sublime Porte » et non du khanat de Crimée, principauté vassale sous une dynastie gengiskhanide. Elle s'étend sur la côte nord de la mer Noire, et inclut la côte sud de la Crimée et les abords du détroit de Kertch. Elle est peuplée principalement de Tatars de Crimée musulmans, avec des minorités chrétiennes (dont des Arméniens) et juives.
En 1616, une flotte de cosaques zaporogues commandée par Petro Sahaïdatchnyi descend en mer Noire par le Dniepr et s'empare de Kefe, la met au pillage et libère de nombreux esclaves chrétiens. Les Ottomans en reprennent possession peu après.
En 1696, Pierre le Grand, tsar de Russie, s'empare d'Azaq, désormais Azov, succès qui entraîne la création de la marine impériale de Russie. Mais il doit rendre la ville à l'Empire ottoman après sa défaite contre les Turcs en Moldavie en 1711. Elle redevient russe au terme de la guerre austro-russo-turque de 1735-1739.
La province entière est conquise par l'Empire russe pendant la guerre russo-turque de 1768-1774 : elle est rattachée au khanat de Crimée sous la domination russe par le traité de Küçük Kaynarca, le sultan ottoman n'y conservant que ses attributions religieuses de calife. Elle est transformée en province russe en 1783. La ville de Sébastopol, fondée la même année, devient la principale base navale russe de la flotte de la mer Noire.

## Subdivisions
Le pachalik comprenait quatre sandjaks :
1. Sandjak de Kal'a-i Açu (Temryuk ?), autour du détroit de Kertch) ;
2. Sandjak de Zane (Tana, Azov ?, sur la mer d'Azov à l'embouchure du Don) ;
3. Sandjak du pacha (Kefe, Théodosie, comprenant la côte méridionale de la Crimée) ;
4. Sandjak de Qınburun (actuelle Mykolaïv)…

…auxquels ont pu s'ajouter à titre temporaire une à six des rayas du pachalik d'Özi :
1. Raya d'Özi (aujourd'hui Otchakiv en Ukraine, comprenant le Yedisan) ;
2. Raya de Bender (en actuelle république autonome russe du Dniestr) ;
3. Raya d'Akkerman (aujourd'hui Bilhorod-Dnistrovskyï en actuelle Ukraine, à l'embouchure du Dniestr) ;
4. Raya de Kilia (en actuelle Ukraine) sur le Danube) ;
5. Raya d'Izmail (en actuelle Ukraine sur le Danube) ;
6. Raya de Reni (en actuelle Ukraine sur le Danube).

Les cinq dernières rayas formaient ensemble le Boudjak (que les chrétiens appelaient Bessarabie), pris en 1484-1538 à la principauté de Moldavie.

### Sources et bibliographie
- (en) Cet article est partiellement ou en totalité issu de l’article de Wikipédia en anglais intitulé « Kefe Eyalet » (voir la liste des auteurs) dans sa version du 21 décembre 2015.